# Горный мастер
«Горный мастер» — советский рисованный мультипликационный фильм 1978 года студии «Союзмультфильм».
Режиссёр Инесса Ковалевская экранизировала сказы Павла Петровича Бажова.

## Сюжет
На Урале всюду горы вокруг. Одна гора Медной прозывается, и у неё есть своя Хозяйка. Худому с ней встретиться — горе, а и доброму — хорошего мало.
Был в деревне парнишка, звали его Данилка-недокормыш, сиротка круглый. И попал он в ученики к мастеру малахитовых дел Прокопьичу, лучшему на тот момент. Так и вырос Данила, обучаясь работе с малахитом. А как выточил он зарукавье — змейку из целого камня, так признали его мастером.
Получил он первое задание: выточить вазу по прилагаемому чертежу. Данила справился, но остался недоволен — красоты живой нет. И услышал он от одного старичка, что такое может сделать только горный мастер, который у Хозяйки Медной горы видел каменный цветок. Даниле дума и запала: сделать вазу как живой цветок. Долго старался он, а не получилась задумка. Взмолился Данила Хозяйке Медной горы: «Покажи каменный цветок, нет мне жизни без него!» И повела она его в свои подземные каменные сады красоты невиданной.
И пропал Данила, а Катя, невеста его, перебралась в избу к Прокопьичу — старик разболелся и недолго прожил. Взяла Катя в руки малахитовую пластину, и почудилось ей, что зовёт её Данила. Прибежала она к Медной горе, тут Хозяйка перед ней показалась: «Ты зачем в мой лес забралась?» Катя и воскликнула: «Подавай мне живого Данилушку!» Хозяйка рукой махнула, и Данила появился. Кинулся он к Кате, а Хозяйка и заявила: «С ней пойдёшь — всё моё забудешь, здесь останешься — её и людей забыть надо.» Данила от души ответил: «Не могу людей забыть, а её каждую минуту помню.» И отпустила их Хозяйка Медной горы. Стали Данила и Катя в своей избушке жить, а по работе Данилу горным мастером прозвали.

## Создатели
- Автор сценария и Режиссёр — Инесса Ковалевская
- Художники-постановщики — Гелий Аркадьев, Светлана Скребнёва
- Художники-мультипликаторы: Эльвира Маслова, Олег Сафронов, Борис Бутаков, Иосиф Куроян
- Художники: Ирина Светлица, Елена Боголюбова, Дмитрий Куликов
- Ассистенты: Зоя Кредушинская, Зинаида Плеханова, Людмила Крутовская, Елизавета Жарова
- Оператор — Светлана Кощеева
- Композитор — Анатолий Быканов
- Звукооператор — Владимир Кутузов
- Монтажёр — Изабелла Герасимова
- Редактор — Пётр Фролов
- Директор картины — Любовь Бутырина
- Текст читает — Олег Анофриев

## Мультфильмы по сказам Павла Бажова
В честь 100-летия Павла Петровича Бажова на студии «Союзмультфильм» разными режиссёрами были сняты мультипликационные экранизации его сказов, в том числе и этот мультфильм:
- 1977 — «Серебряное копытце»
- 1978 — «Горный мастер»
- 1979 — «Огневушка-поскакушка»

## Отзыв критика
Ковалевская разработала новую тему: экранизация народных песен и шедевров мировой классики. Так появились «Русские напевы» (1972), «Детский альбом» (1976), «Кострома» (1989). Инесса Ковалевская постоянно находилась в творческом поиске, меняла художников, состав съёмочной группы.
— Сергей Капков «Наши мультфильмы»

Особым спросом пользовались лишь анимационные версии бажовских сказок, наивные и поучительные детские истории.
— Лариса Малюкова «СВЕРХкино» с.122